# François Truffaut
François Roland Truffaut (Parijs, 6 februari 1932 – Neuilly-sur-Seine, 21 oktober 1984) was een Franse cineast die mede aan de wieg van de nouvelle vague stond.

## Biografie
Na een woelige jeugd en een mislukte carrière in het leger vond hij met de steun van de Franse filmcriticus André Bazin zijn weg in de wereld van de film. Hij werkte mee aan enkele tijdschriften, waarbij hij zijn reputatie vestigde als rebel tegen de bestaande Franse cinema, die hij bestempelde als de "cinéma de papa" en vóór sommige "auteurs" uit de Amerikaanse cinema, onder andere met zijn artikel "Une certaine tendance dans le cinéma Français". Hij maakte zijn eerste korte film in 1954. In 1959 draaide hij zijn eerste langspeelfilm, Les Quatre Cents Coups, de eerste uit de sterk autobiografisch getinte Antoine Doinel-serie, die onmiddellijk succes had en internationaal de deur opende voor de nouvelle vague. Het vervolg Baisers volés (1968) werd ook een meesterwerk. Sindsdien keerde het echtpaar Antoine Doinel (gespeeld door Jean-Pierre Léaud) en zijn latere vrouw Christine Darbon (Claude Jade) terug in andere films: Domicile conjugal (1970) en L'amour en fuite (1979). Hierna scoorde hij grote successen met meesterwerken als Jules et Jim (1962), L'Enfant sauvage ( 1969) en Le Dernier Métro (1980).
Truffaut was van 1957 tot 1965 getrouwd met Madeleine Morgenstern. In 1968 verloofde hij zich met de actrice Claude Jade. Zijn laatste metgezel was vanaf 1981 de actrice Fanny Ardant.
La Nuit américaine won in 1973 de Oscar voor beste buitenlandse film. In 1981 won Le Dernier Métro de César voor beste film van 1980.
Truffaut was als acteur te zien in Close Encounters of the Third Kind (1977) van Steven Spielberg. Ook schreef Truffaut een boek over Alfred Hitchcock, zijn grote voorbeeld en favoriete regisseur.
Truffaut bleef films maken tot aan zijn dood op 52-jarige leeftijd. Hij werd begraven op het kerkhof van Montmartre in Parijs. In 1992 kwam de film François Truffaut, stolen portraits (François Truffaut, portraits volés) uit, geregisseerd door Serge Toubiana en Michel Pascal. De film is een soort documentaire over het leven van Truffaut.

## Filmografie

François Truffaut en Claude Jade bij de première van hun derde gezamenlijke film Vervlogen liefde, 1979

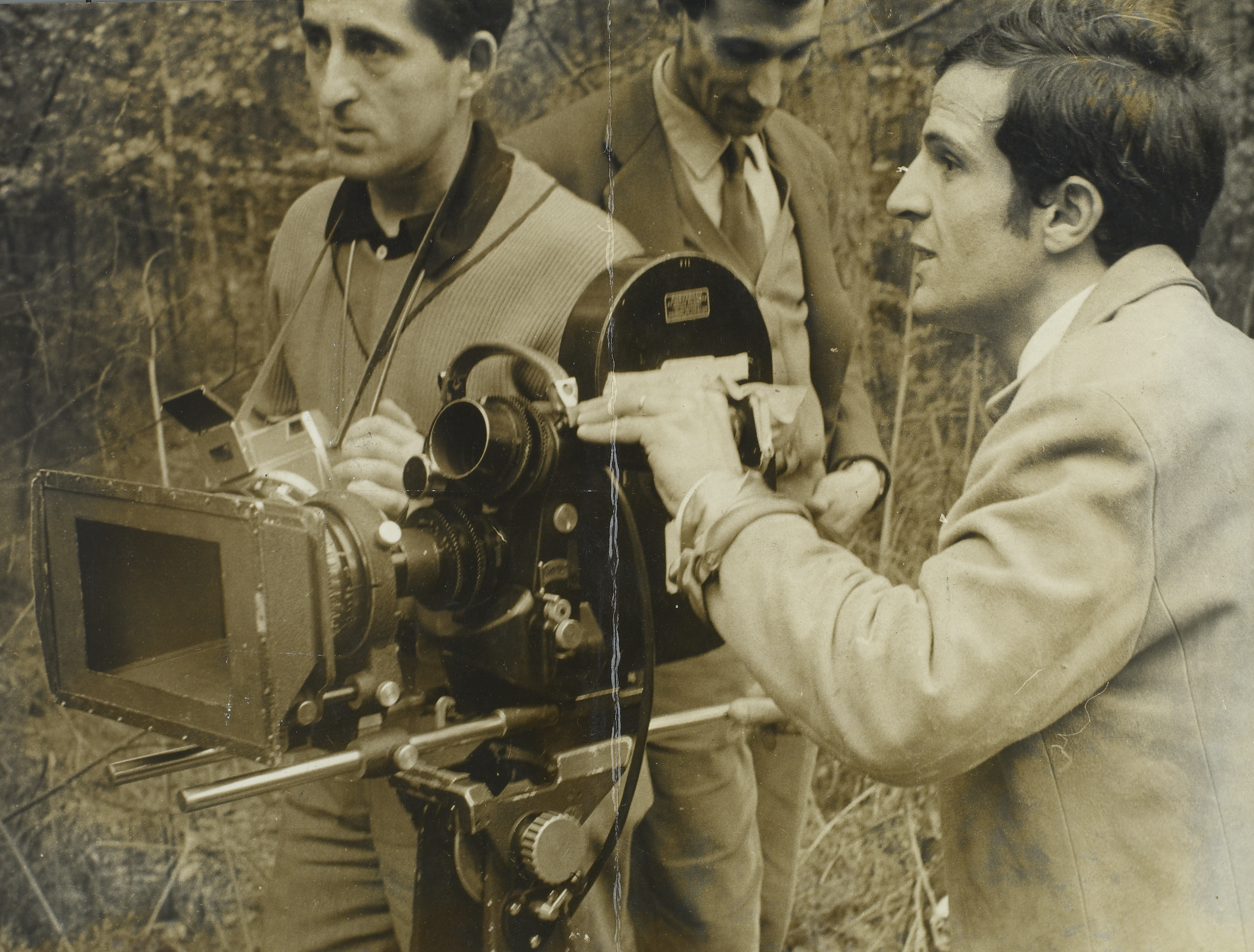
Regisseur François Truffaut in 1963.

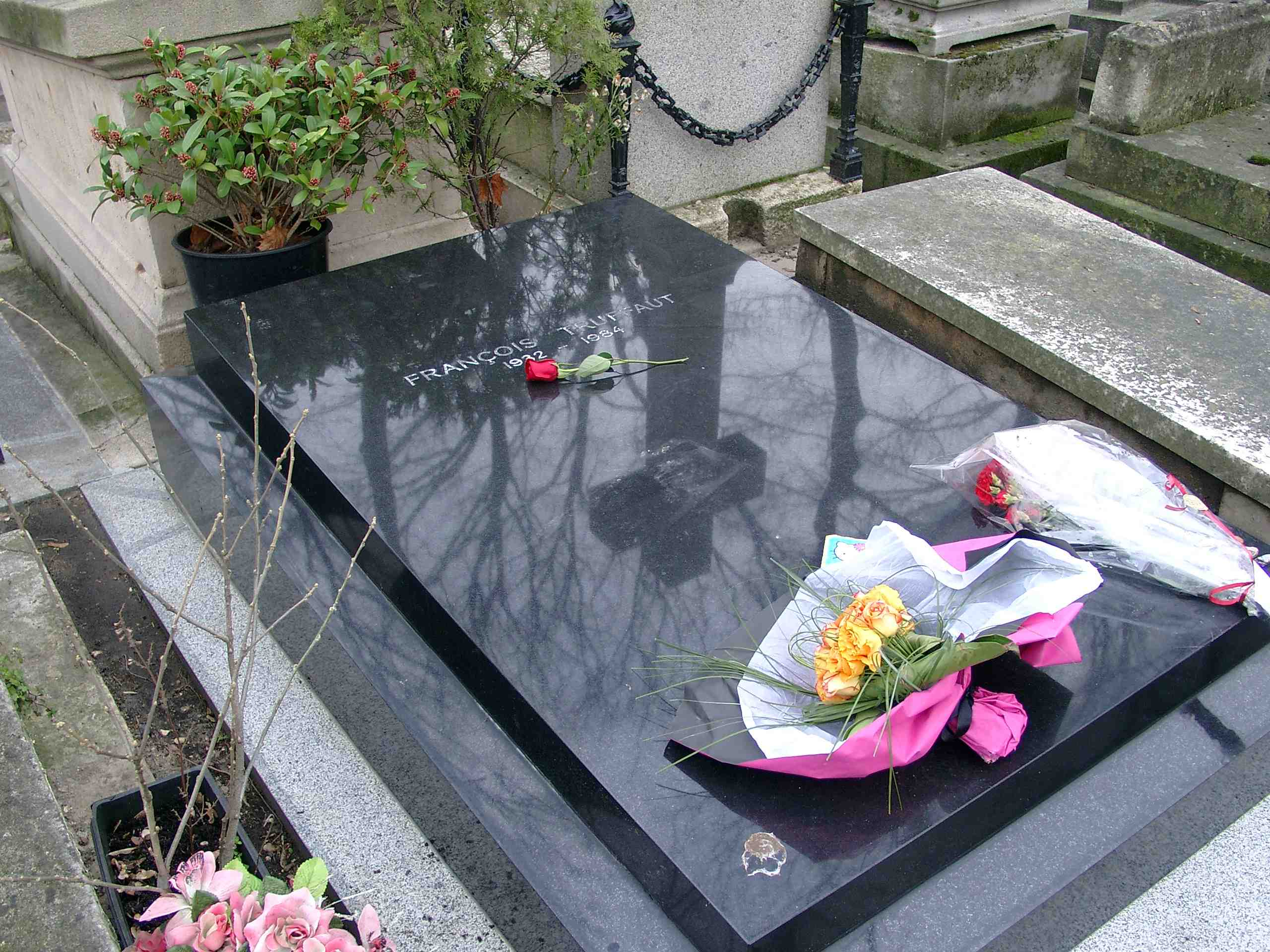
Het graf van François Truffaut op de begraafplaats Montmartre in Parijs

### Regisseur
- 1955: Une visite (korte film)
- 1957: Les Mistons (korte film)
- 1958: Une Histoire d'eau (samen met Jean-Luc Godard)
- 1959: Les Quatre Cents Coups
- 1960: Tirez sur le pianiste
- 1961: Tire-au-flanc 62 (samen met Claude de Givray)
- 1961: Jules et Jim
- 1962: L'Amour à vingt ans (segment Antoine et Colette)
- 1964: La Peau douce
- 1966: Fahrenheit 451
- 1968: La mariée était en noir
- 1968: Baisers volés
- 1969: La Sirène du Mississipi
- 1969: L'Enfant sauvage
- 1970: Domicile conjugal
- 1971: Les Deux Anglaises et le Continent
- 1972: Une belle fille comme moi
- 1973: La Nuit américaine
- 1975: L'Histoire d'Adèle H.
- 1976: L'Argent de poche
- 1977: L'Homme qui aimait les femmes
- 1978: La Chambre verte
- 1979: L'Amour en fuite
- 1980: Le Dernier Métro
- 1981: La Femme d'à côté
- 1983: Vivement dimanche!

### Acteur
- 1956: Le Coup du berger (onder regie van Jacques Rivette)
- 1959: Les Quatre Cents Coups
- 1969: L'Enfant sauvage
- 1971: Les Deux Anglaises et le Continent
- 1973: La Nuit américaine
- 1974: I'm a Stranger Here Myself (onder regie van David Helpern en James C. Gutman)
- 1975: L'Histoire d'Adèle H.
- 1976: L'Argent de poche
- 1977: L'Homme qui aimait les femmes
- 1977: Close Encounters of the Third Kind (onder regie van Steven Spielberg)
- 1978: La Chambre verte

### Producent
- 1958: Paris nous appartient (onder regie van Jacques Rivette)
- 1959: Les Quatre Cents Coups
- 1968: L'Enfance nue (onder regie van Maurice Pialat)
- 1978: La Chambre verte
- 1980: Le Dernier Métro
- 1981: La Femme d'à côté

### Scenarioschrijver
- 1959: Les Quatre Cents Coups
- 1959: À bout de souffle (onder regie van Jean-Luc Godard)
- 1960: Tirez sur le pianiste
- 1961: Une grosse tête (onder regie van Claude de Givray)
- 1962: Antoine et Colette
- 1964: Mata-Hari, agent H21 (onder regie van Jean-Louis Richard)
- 1964: La Peau douce
- 1966: Fahrenheit 451
- 1968: La mariée était en noir
- 1968: Baisers volés
- 1969: L'Enfant sauvage
- 1969: La Sirène du Mississipi
- 1970: Domicile conjugal
- 1971: Les Deux Anglaises et le Continent
- 1972: Une belle fille comme moi
- 1973: La Nuit américaine
- 1975: L'Histoire d'Adèle H.
- 1977: L'Homme qui aimait les femmes
- 1978: La Chambre verte
- 1979: L'Amour en fuite
- 1980: Le Dernier Métro
- 1981: La Femme d'à côté
- 1983: Vivement dimanche!
- 1983: Breathless (onder regie van Jim McBride)
- 1988: La Petite Voleuse (onder regie van Claude Miller)
- 1995: Belle Époque (onder regie van Gavin Millar)